# Roger Rossinelli
Roger Rossinelli, né le 10 août 1927 à Bethoncourt (Doubs) et mort le 18 avril 2005 à Exincourt (Doubs), est un coureur cycliste français à partir de 1932, professionnel de 1952 à 1953.

## Biographie
Né suisse, il est naturalisé français en 1932.

## Palmarès
- 1951
  - 2e du Critérium du Printemps
- 1952
  - Circuit des six provinces
  - 3e du Tour du Doubs

## Résultats sur les grands tours

### Tour de France
1 participation
- 1952 : 61e